# Кордайский район
Кордайский район (каз. Қордай ауданы) — самый восточный район Жамбылской области Казахстана. Расположен в Чуйской долине, на северном берегу реки Чу (Шу). Районный административный центр — село (аул) Кордай (до 13 сентября 1995 года это было село Георгиевка). 4 мая 1993 года Постановлением Президиума Верховного Совета Казахстана транскрипция названия Курдайского района на русском языке была изменена на Кордайский район.

## Граница с Киргизией

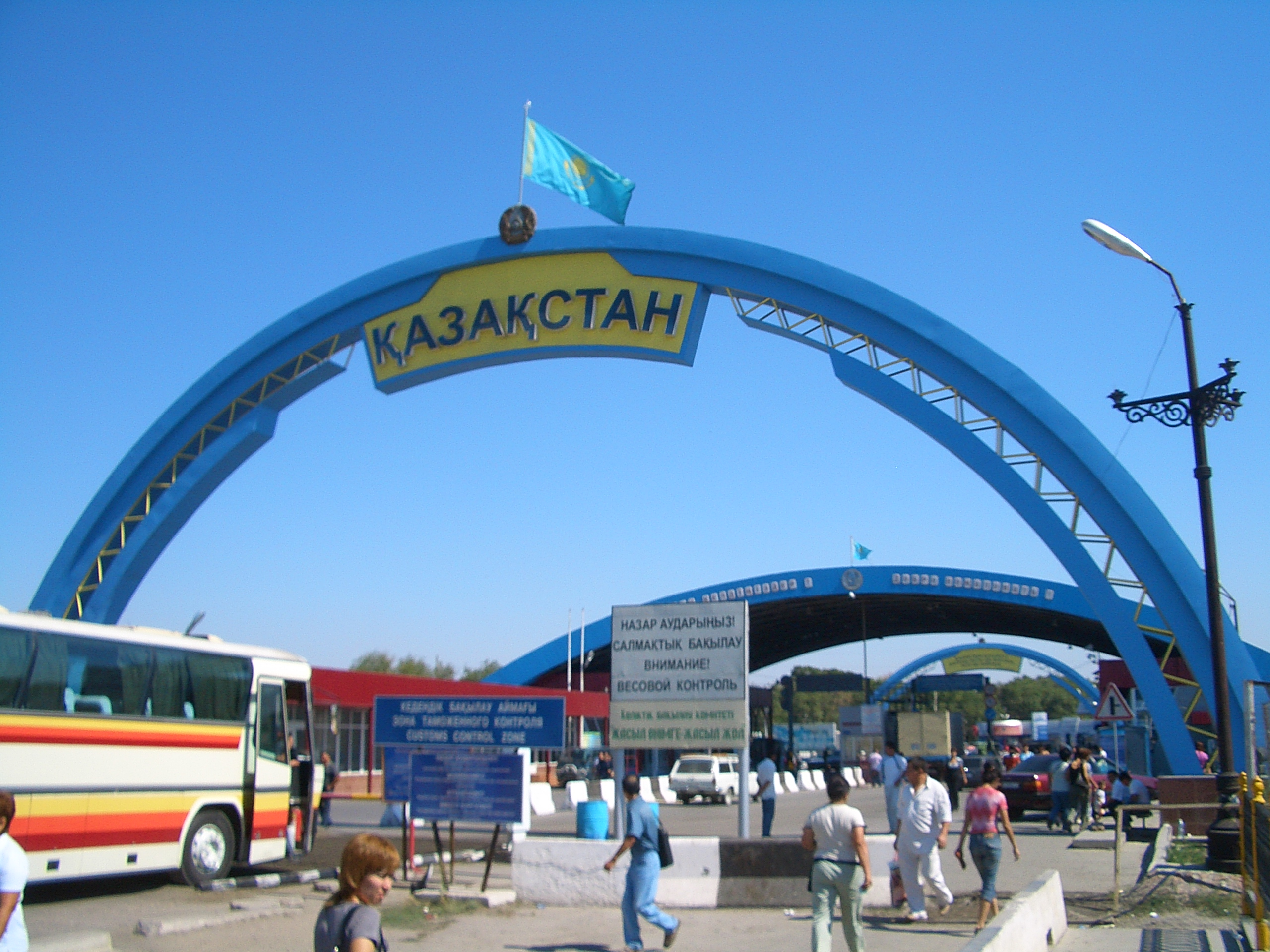
Въезд в Казахстан через Кордайский КПП

Пограничный контрольно-пропускной пункт на шоссейном мосту через реку Чу у райцентра Кордай является важнейшим на границе между Казахстаном и Кыргызстаном, так как там проходит автострада из Бишкека на Алматы А-2 (М 39), а также из Бишкека на город Шу, откуда пассажиры продолжают следовать по железной дороге на Астану.

## История
26 сентября 1957 года к Курдайскому району был присоединён Красногорский район.
В феврале 2020 года на территории района произошли массовые беспорядки.

## Население

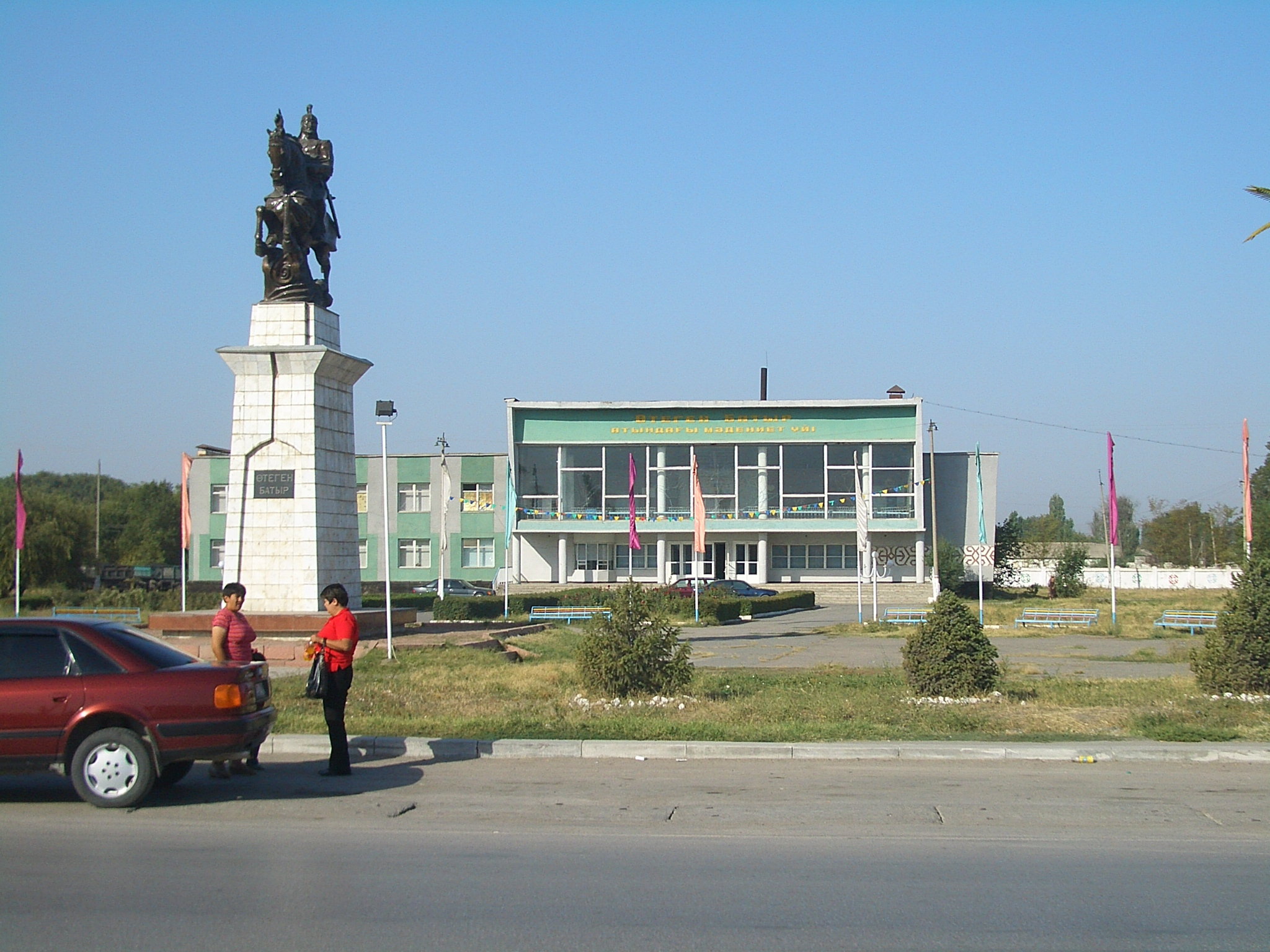
Дом культуры им. Отеген батыра в Кордае

Население района на начало 2019 года составило 143 827 человек.
В районе проживают представители более 30 национальностей, из них казахов — 71 374 (или 49,62 % от всего населения), дунган — 48 634 (33,81 %), русских — 14 281 (9,93 %), все остальные — (6,63 %).
Национальный состав, 1939 г.
Кордайский район Жамбылской области
| Национальность / район (населенный пункт)                                              | Численность | Численность        | Численность |
| Национальность / район (населенный пункт)                                              | весь район  | с. Георгиевка (рц) | прочие села |
| Всего                                                                                  | 36.295      | 5.906              | 30.389      |
| Русские                                                                                | 13.864      | 3.780              | 10.084      |
| Казахи                                                                                 | 10.461      | 833                | 9.628       |
| Дунгане                                                                                | 4.363       | 7                  | 4.356       |
| Украинцы                                                                               | 3.969       | 1.010              | 2.959       |
| Азербайджанцы                                                                          | 1.025       | 3                  | 1.022       |
| Немцы                                                                                  | 675         | 41                 | 634         |
| Киргизы                                                                                | 410         | 12                 | 398         |
| Татары                                                                                 | 292         | 63                 | 229         |
| Узбеки                                                                                 | 172         | 28                 | 144         |
| Корейцы                                                                                | 23          | 11                 | 12          |
| Прочие (для областей, где население распределено ТОЛЬКО по НЕСКОЛЬКИМ национальностям) | 1041        | 118                | 923         |

Источник: РГАЭ РФ (быв. ЦГАНХ СССР), фонд 1562, опись 336, Д.Д. 966—1001 («Национальный состав населения по СССР, республикам, областям, районам»), Д.Д. 256—427 (табл. 26 «Национальный состав населения районов, районных центров, городов и крупных сельских населенных пунктов»)
| национальность | человек | %     |
| -------------- | ------- | ----- |
| казахи         | 71 374  | 49,6  |
| дунгане        | 48 634  | 33,8  |
| русские        | 14 281  | 9,93  |
| азербайджанцы  | 3 858   | 2,68  |
| киргизы        | 1 523   | 1,06  |
| турки          | 1 014   | 0,7   |
| немцы          | 437     | 0,3   |
| курды          | 414     | 0,29  |
| узбеки         | 374     | 0,26  |
| уйгуры         | 356     | 0,25  |
| татары         | 258     | 0,18  |
| чеченцы        | 244     | 0,17  |
| корейцы        | 165     | 0,115 |
| украинцы       | 125     | 0,087 |
| белорусы       | 64      | 0,044 |
| греки          | 47      | 0,033 |
| таджики        | 40      | 0,028 |
| другие         | 619     | 0,43  |
| итого:         | 143 827 | 100   |

Доля дунган среди населения с 1939 г. (12,02 %) по 2019 (33,8 %) выросла в 2,8 раза. Доля казахов среди населения с 1939 г. (28,82 %) по в 2019 г. (49,6 %) выросла в 1,7 раза.

## Природа

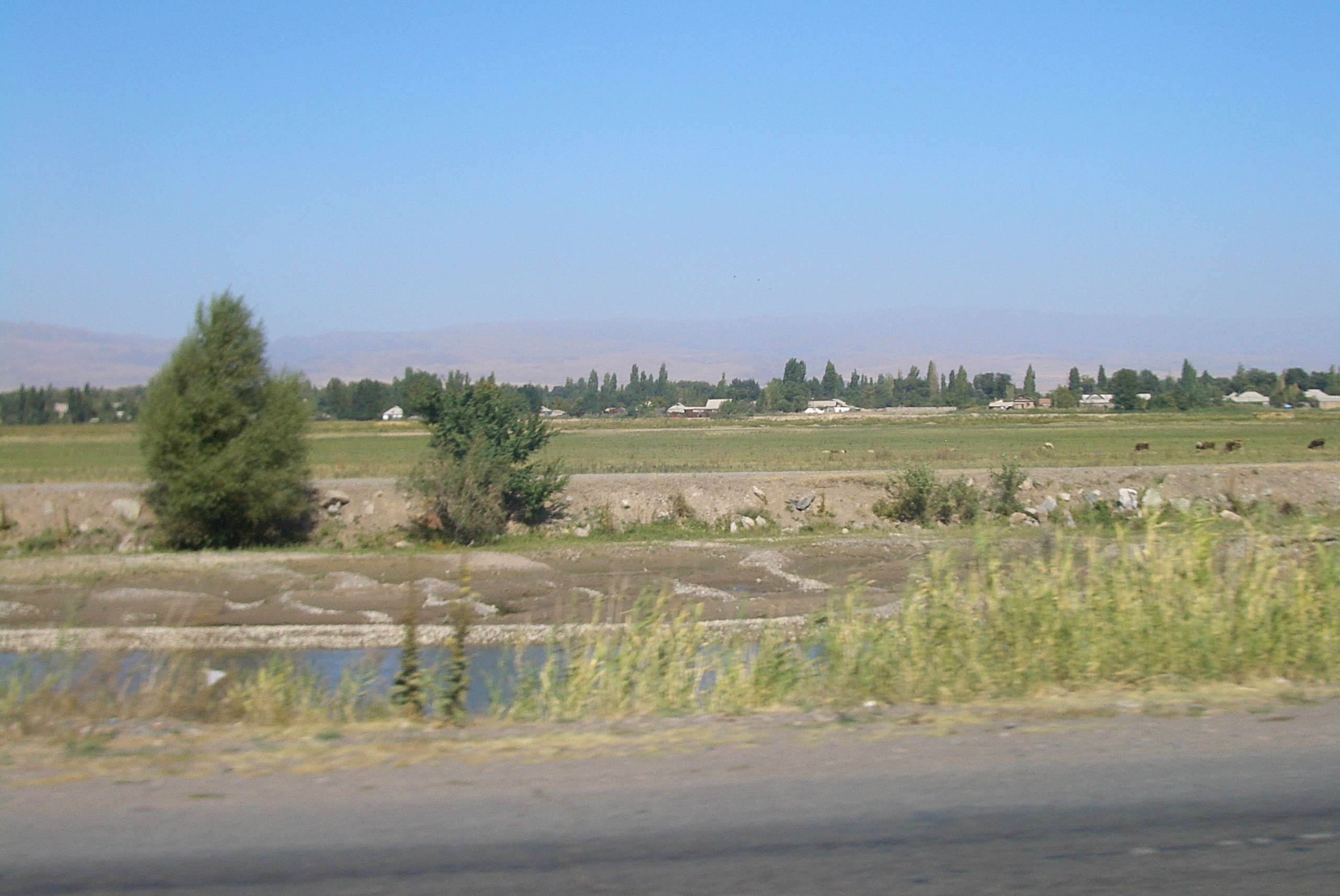
Сельхозугодья в восточной части района хорошо видны с шоссе, идущему по киргизской стороне р. Чу

Территория Кордайского района преимущественно гористая. Северную и восточную части занимают Чу-Илийские горы, центральную и юго-восточную часть — Киндиктас, Жетыжол и другие горные хребты. Через территорию района протекают правые притоки реки Чу, берущие начало с Киндиктаса и Жетыжола. По центральной и юго-восточной части района протекают реки бассейна Или.
Климат континентальный. Зимой и летом часто дует специфический для данной местности Кордайский ветер. Средние температуры января варьируются от −8 до —10°С, средние температуры июля составляют 22—24°С. Среднегодовое количество осадков — 300—350 мм; бо́льшая часть выпадает в осенние и зимние месяцы. Почвы бурые, луговые бурые, красно-бурые, на севере серые и солончаковые серые. Произрастают полынь, ковыль, типчак, солянка; по берегам рек растут камыш и ива. Водятся горный козёл, косуля, волк, лисица, барсук, заяц; из птиц — улар, журавль, рябчик, фазан и др.
На территории района разведаны гранит (2,6 млн м³), известняк (87,4 млн т), аглопоритный песок (3,1 млн м³), флюорит (0,467 млн т), золотоносная руда (0,305 млн т), молибден (12,2 тыс. т), строительный камень (8,05 млн м³).
В районе находится государственный природный ботанический заказник «Урочище Каракунуз» площадью 3070 га. В заказнике — 520 видов местной флоры. Заказник расположен в 65 км от районного центра — Кордай в западных отрогах Заилийского Алатау. Плодовые насаждения яблонь, вишен, алычи, винограда перемежаются участками кленового леса, белой акации, шелковицы, грецкого ореха.

## Известные уроженцы края
- Кенен Азербаев (1884—1976) — казахский акын и жырау (аул Матыбулак).
- Романютин, Александр Иванович (1924—2006) — Герой Советского Союза-1944, (Георгиевка, ныне Кордай).
- Мурат Кусаинов (1948) — лидер популярного казахстанского ансамбля «Дос-Мукасан» (Георгиевка, ныне Кордай).
- Александр Геннадьевич Хакимов (1958) — философ, путешественник, художник и писатель, специалист по ведической культуре (Георгиевка, ныне Кордай).
- Белашев, Николай Никонорович (1911—1941) — участник Великой Отечественной войны, стрелок 4-й роты 2-го батальона 1075-го стрелкового полка 316-й стрелковой (Панфиловской) дивизии 16-й армии Западного фронта, Герой Советского Союза, красноармеец.(Белашово).
- Жолдасбаев, Муратбай Сматаевич (1957) — Казахстанский государственный деятель, депутат Сенат Парламента Казахстана от Жамбылской области (2014—2020).
- Отеген-батыр
- Кордай батыр
- Мазимбаев, Марат Кенебаевич
- Физиев, Рафаэль Салман оглы

## Промышленность
В районе находится самое известное в Казахстане Кордайское месторождение красного гранита. В мире нет природных аналогов кордайскому граниту по красоте, сочности цвета, плотности и прочности. Мелкозернистая структура камня придаёт ему эти ценные качества. Ему доступен любой вид обработки и полировки. Кордайским тёмно-красным гранитом облицован мавзолей Ленина и станция метро «Международная» в Москве, им отделан концертный зал «Астана» и выложена площадка основания монумента Байтерек в Астане, он использовался для сооружения многих памятников в Алматы и т. д.

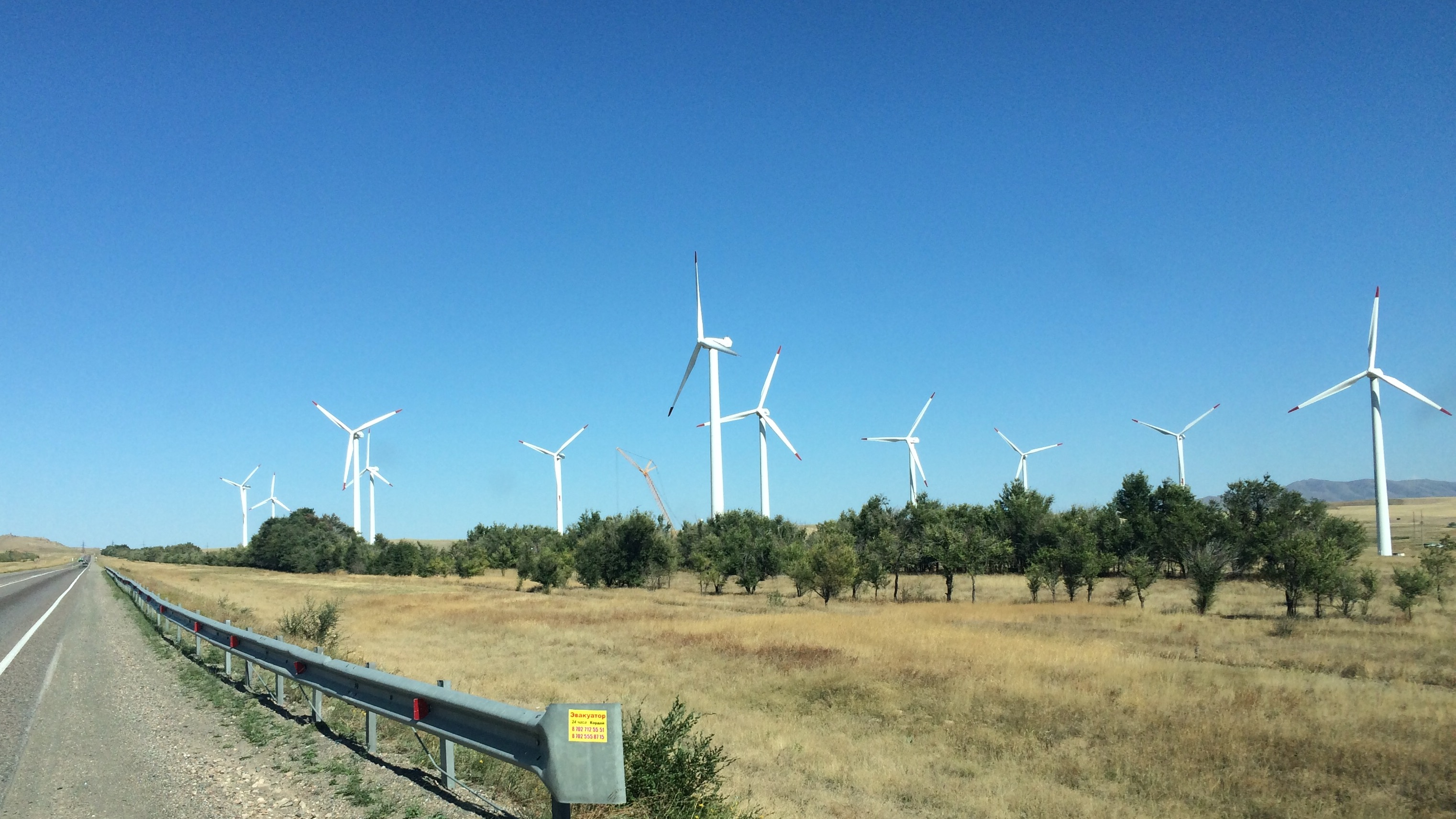
Ветроэлектростанция на Кордайском перевале, 2015

В марте 2011 года в Таразе был подписан меморандум между акиматом Жамбылской области, АО «KEGOC», ТОО «ЖЭС» и инвестором «Central Asia Green Power» о сотрудничестве в области развития возобновляемых источников энергии. Первая очередь Кордайской ВЭС мощностью 4 МВт была запущена на Кордайском перевале в 2013 году. В 2014 году с запуском 9-ти ветрогенераторов «Vista International», Кордайская ВЭС расширила свою мощность до 9 МВт в год. Кордайская ветроэлектростанция позволит сократить для района закупки электроэнергии в Кыргызстане.
Недалеко от автотрассы Западная Европа — Западный Китай, пересекающей Кордайский перевал, находится золотой рудник Кокадыр и завод ТОО «Central Asia Gold Corp» по добыче и переработке золотосодержащей руды. Добыча начата в 2014 году. Среднее содержание золота в руде по месторождению составляет 1,5 грамма на тонну. Мощность производства — переработка до миллиона тонн руды с извлечением до тонны золота в год.

## Главы
1. Құрманғали Уәлиев глава администрации 1992-95, аким с февраля 1998 — июль 2007 год
2. Жолдасбаев, Муратбай Сматаевич с 2007—2009 год
3. Тортаев, Ильяс Алимович декабря 2009 — январь 2012 года
4. Байтоле, Болатбек Байконысович с 2012 года
5. Календеров, Нуржан Сабитович 28 июня 2013 года — 31 декабря 2013 года
6. Досаев, Кайрат Аскербекович 17 февраля 2014—2017 год
7. Байтоле, Болатбек Байконысович 27 марта 2017 — февраль 2020 года
8. Даулет, Рустем Рысбаевич 21 февраля 2020 года — 3 сентября 2021 года
9. Мусаев, Маден Токтарбаевич 3 сентября 2021 года — 19 декабря 2022 года
10. Болатбеков, Бегзат Сейсенкулович с 19 декабря 2022 года

## Административное устройство

### Кордайский с.о.
1. райцентр Кордай (бывшая Георгиевка)

### Алгинский с.о.
1. село Алга (Жанатурмыс)
2. село Музбель (Курдай)
3. село Кокадыр

### Аухаттинский с.о.
1. аул Аухатты(Трудовик)(Кишмиши)
2. село Байтерек (Рисполе)
3. село Кызылсай

### Беткайнарский с.о.
1. аул Беткайнар (Успеновка)
2. село Соганды

### Жамбылский с.о.
1. село Жамбыл (им. Джамбула)
2. село Жанатурмыс

### Кененский с.о.
1. село Кенен (имени Кенена Азербаева)(Киров)

### Какпатасский с.о.
1. аул Какпатас (Рисороб)
2. аул Бериктас (Зерносовхоз)

### Каракемерский с.о.
1. село Каракемер(Чапаев)
2. аул Керу (Новоалександровка)

### Карасайский с.о.
1. аул им. Карасай батыра (Михайловка)
2. село Енбек

### Карасуский с.о.
1. аул Карасу (Чёрная Речка)
2. село Отеген (Кенес)

### Касыкский с.о.
1. село Касык

### Масанчинский с.о.
1. село Масанчи
2. село Кунбатыс 1
3. село Кунбатыс 2

### Ногайбайский с.о.
1. село Ногайбай (Ргайты)
2. село Сарыбастау
3. село Шарбакты

### Отарский с.о.
1. аул Отар
2. разъезд Анрахай
3. посёлок Гвардейский (в посёлке расположены Военные базы Министерства Обороны РК, «Научно-исследовательский институт проблем биологической безопасности» (бывш. Научно-исследовательский сельскохозяйственный институт).
4. поселок Бель

### Сарыбулакский с.о.
1. село Сарыбулак
2. аул Кайнар (Благовещенка)

### Сортобинский с.о.
1. аул Сортобе (Шортоба)
2. аул Булар батыра (Заимка)

### Степновский с.о.
1. село Степное
2. аул Арал (Славное)
3. село Калгута

### Сулуторский с.о.
1. аул Сулуторы (Малоархангельское, Красный Октябрь)
2. аул Коктобе (Горноникольское)

### Улкенсулуторский с.о.
1. село Улкен Сулутор (Красногорка)